# تامبلاپ، استرالیای غربی
تامبلاپ (به انگلیسی: Tambellup) یک شهرک در استرالیا است که در استرالیای غربی واقع شده‌است.